# Aylin Vatankoş
Aylin Vatankoş, född 1970 i Izmir, är en turkisk pop- och folksångerska. 
Efter gymnasiet studerade Vatankoş musik och sjöng för olika band och ensembler. Hon representerade Turkiet i Eurovision Song Contest 1992 med bidraget Yaz bitti och kom på nittonde plats. Efter att ha släppt sitt debutalbum Çözemedim 1995 gifte hon sig med gitarristen Erdinç Şenyaylariin och försvann mer eller mindre från musikscenen. Hon gjorde en comeback 2010 med albumet Yeniden.

## Diskografi
- Çözemedim (1995)
- Yeniden (2010)